# العلاقات الكوستاريكية الهايتية
العلاقات الكوستاريكية الهايتية هي العلاقات الثنائية التي تجمع بين كوستاريكا وهايتي.

## مقارنة بين البلدين
هذه مقارنة عامة ومرجعية للدولتين:
| وجه المقارنة                                              | كوستاريكا                                 | هايتي                                |
| --------------------------------------------------------- | ----------------------------------------- | ------------------------------------ |
| المساحة (كم2)                                             | 51.10 ألف                                 | 27.75 ألف                            |
| عدد السكان (نسمة)                                         | 4.91 مليون                                | 10.98 مليون                          |
| الكثافة السكانية (ن./كم²)                                 | 96.09                                     | 395.68                               |
| العاصمة                                                   | سان خوسيه                                 | بورت أو برانس                        |
| اللغة الرسمية                                             | اللغة الإسبانية                           | لغة فرنسية، اللغة الكريولية الهايتية |
| العملة                                                    | كولون كوستاريكي                           | جوردة هايتية                         |
| الناتج المحلي الإجمالي (بليون دولار)                      | 57.06 مليار                               | 8.41 مليار                           |
| الناتج المحلي الإجمالي (تعادل القوة الشرائية) بليون دولار | 74.98 مليار                               | 18.82 مليار                          |
| الناتج المحلي الإجمالي الاسمي للفرد دولار أمريكي          | 11.26 ألف                                 | 818                                  |
| الناتج المحلي الإجمالي للفرد دولار أمريكي                 | 14.92 ألف                                 | 1.73 ألف                             |
| مؤشر التنمية البشرية                                      | 0.766                                     | 0.483                                |
| رمز المكالمات الدولي                                      | +506                                      | +509                                 |
| رمز الإنترنت                                              | .cr، قائمة نطاقات المستوى الأعلى للإنترنت | .ht                                  |
| المنطقة الزمنية                                           | 00                                        | 00                                   |

## منظمات دولية مشتركة
يشترك البلدان في عضوية مجموعة من المنظمات الدولية، منها:
| علم المنظمة | اسم المنظمة                                                          | تاريخ انضمام كوستاريكا | تاريخ انضمام هايتي |
| ----------- | -------------------------------------------------------------------- | ---------------------- | ------------------ |
|             | البنك الدولي للإنشاء والتعمير                                        | 8 يناير 1946           | 8 سبتمبر 1953      |
|             | منظمة التجارة العالمية                                               | ?                      | ?                  |
|             | المركز الدولي لتسوية المنازعات الاستشارية                            | 27 مايو 1993           | 26 نوفمبر 2009     |
|             | منظمة حظر الأسلحة الكيميائية                                         | ?                      | ?                  |
|             | الأمم المتحدة                                                        | 2 نوفمبر 1945          | 24 أكتوبر 1945     |
|             | وكالة حظر الأسلحة النووية في أمريكا اللاتينية ومنطقة البحر الكاريبي ‏ | ?                      | ?                  |
|             | منظمة الشرطة الجنائية الدولية                                        | ?                      | ?                  |
|             | وكالة ضمان الاستثمار متعدد الأطراف                                   | 8 فبراير 1994          | 11 ديسمبر 1996     |
|             | يونسكو                                                               | 19 مايو 1950           | 18 نوفمبر 1946     |
|             | مؤسسة التنمية الدولية                                                | 30 يونيو 1961          | 13 يونيو 1961      |
|             | مؤسسة التمويل الدولية                                                | 20 يوليو 1956          | 20 يوليو 1956      |
|             | الاتحاد البريدي العالمي                                              | ?                      | ?                  |
|             | الاتحاد الدولي للاتصالات                                             | 13 سبتمبر 1932         | 10 أكتوبر 1927     |

## وصلات خارجية
- موقع وزارة الخارجية الكوستاريكية
- موقع وزارة الخارجية الهايتية